# Brahim Abdeslam
Brahim Abdeslam (in arabo إبراهيم عبد السلام‎?; Bruxelles, 30 luglio 1984 – Parigi, 13 novembre 2015) è stato un terrorista francese naturalizzato belga, di origine marocchina, jihadista dell'ISIS e fratello maggiore del ricercato numero uno Salah Abdeslam, nonché uno dei membri del commando responsabile degli attacchi coordinati di Parigi del 13 novembre 2015.

## Biografia
Brahim Abdeslam nacque a Bruxelles il 30 luglio 1984, da genitori immigrati provenienti da Bouyafar, un piccolo villaggio del Marocco. Oltre Salah (arrestato il 18 marzo 2016), aveva un fratello, Mohammed (un impiegato comunale di Molenbeek), e due sorelle. Brahim, cresciuto nel quartiere di Molenbeek, a Bruxelles, ha avuto una formazione da elettricista ed era sposato civilmente nel 2006, tant'è che il suo matrimonio durò due anni. La sua ex-moglie disse infatti che i suoi hobby preferiti erano fumare cannabis e dormire. È stato condannato più volte per furto nel 2005, per truffa nel 2010 e più tardi anche per infrazioni stradali.
Dal marzo 2013, Brahim divenne proprietario, insieme al fratello Salah, di un bar chiamato Les Béguines, a Molenbeek, che venne successivamente chiuso nel novembre 2015 dopo che si scoprì che all'interno vi erano nascoste delle sostanze allucinogene. Nel mese di gennaio 2015, Brahim provò a visitare la Siria, ma venne intercettato dalle autorità turche. Tornato in Belgio, egli fu interrogato, per poi essere rilasciato in fretta in mancanza di prove sufficienti, e fu da quel momento identificato come un "musulmano radicale".

## Attentati del 13 novembre 2015 a Parigi
L'indagine sui fatti del 13 novembre stabiliscono che Brahim Abdeslam aveva fatto parte del commando di tre terroristi, con Abdelhamid Abaaoud e Chakib Akrouh, che hanno fatto fuoco contro due ristoranti, una pizzeria e un caffè tra il X e l'XI arrondissement di Parigi. Usarono una SEAT Leon immatricolata in Belgio, aprirono il fuoco per tre volte sulla gente seduta presso le terrazze dei bar e dei ristoranti.  Dopo questa serie di attacchi, che causa la morte di trentanove persone e trentadue feriti gravi, Brahim fu depositato di nascosto dai suoi complici nella caffetteria Comptoir Voltaire su Boulevard Voltaire. Entrato dentro, si fece esplodere utilizzando lo stesso dispositivo dei kamikaze allo Stade de France. Lo scoppio provoca due feriti gravi e una decina di feriti lievi, poiché il carico che stava trasportando era esploso nella parte posteriore del locale.
La salma di Brahim è stata sepolta il 17 marzo 2016 nella sezione musulmana del cimitero di Evere.